# Burgen von Stöfs
Die wagrischen Burgen von Stöfs liegen zwei Kilometer nördlich von Lütjenburg in Schleswig-Holstein nahe der Landstraße Lütjenburg-Gut Waterneverstorf (auch Gut Waldersee genannt), auf einem weithin sichtbaren bewaldeter Höhenrücken, der von Südwesten nach Nordosten verläuft und die Bezeichnung „Alte Burg“ trägt.

## Stöfs 1 oder „Alte Burg“
Von der „Eetzkate“ erreicht man auf einem Waldweg einen doppelten, konzentrischen Halbkreiswall, der sich mit der offenen Südseite an einen Steilhang anlehnt, an dessen Fuß sich die Kossau schlängelt. Die Kossau begleitet den Höhenrücken und fließt an dessen Ende, wo sich die zweite Burganlage befindet, in den Großen Binnensee, der früher einen Zufluss zur Ostsee hatte.
Die Halbkreiswälle sind an ihrer Ansatzstelle an den Steilhang mit etwa zwei Metern am höchsten und werden im Bogenverlauf niedriger. Der größte Durchmesser zwischen den äußeren Wallenden beträgt 210 m, der Durchmesser zwischen den Enden des inneren Walles erreicht 120 m. Beiden Wällen sind Gräben vorgelagert. Im Nordosten, wo das Gelände versumpft ist, sind sie stellenweise unterbrochen. Zwischen äußerem und innerem Halbkreiswall liegt ein vermutlich bronzezeitlicher Grabhügel. Die an mehreren Stellen innerhalb des inneren und äußeren Ringes angelegten Suchschnitte erbrachten weder Funde noch den Nachweis einer Kulturschicht.
Vom südwestlichen Ende der Halbkreiswälle erstreckt sich längs des Steilabfalls zur Kossau nach Westen ein Grabhügelfeld aus 53 dicht beieinander liegenden niedrigen und mittelgroßen Hügeln von geringem Durchmesser. Einige der größeren Hügel lassen am Fuß noch Reste quadratischer Steineinfassungen erkennen. Die Grabungen von K. Hucke im Jahre 1959 bestätigten den slawischen Charakter der Gräber, lieferten aber keine näher bestimmbaren Funde. Zwei größere Hügel im Bereich der Gruppe dürften bronzezeitlich sein. Es ist anzunehmen, dass zwischen der Burg und dem Gräberfeld ein Zusammenhang besteht, zumal der Burgentyp in das Bild slawischer Höhenburgen passt.

## Stöfs 2
Etwa 700 m nordöstlich der „Alten Burg“ liegt ein Abschnittswall. Der Höhenrücken wird hier schmaler und springt leicht bogenförmig in den Großen Binnensee vor. Im Westen, wird das Plateau, das seiner Lage nach an Arkona erinnert, durch einen geraden breiten, etwa noch 1,5 m hohen Wall mit Graben abgeriegelt. Am prägnantesten ist die Befestigung dort, wo sie bis an den Abfall zum Binnenwasser heranreicht. Nach Südwesten läuft der Wall allmählich aus und schneidet die Höhe nicht völlig ab. Vermutlich ist er hier in früherer Zeit eingeebnet worden. Vom Burggelände stammen einige Scherben aus mittelslawischer Zeit (9./10. Jahrhundert). Historisch ist über beide Wehranlagen nichts bekannt. Hervorzuheben sind dagegen zwei Hacksilberfunde des 11. Jahrhunderts, die in der Nähe gemacht wurden. Der eine stammt von der Weberkoppe bei Stöfs (Ortsteil von Behrensdorf), der andere von der Flur Scherfendiek, bei Waterneverstorf am Binnensee.
Südlich des Weges, der die Burgen verbindet, wurden alte Ackerbeete von etwa fünf Meter Breite beobachtet.